# Liste des dates de floraison de bambou
 (juin 2016).
Si vous disposez d'ouvrages ou d'articles de référence ou si vous connaissez des sites web de qualité traitant du thème abordé ici, merci de compléter l'article en donnant les références utiles à sa vérifiabilité et en les liant à la section « Notes et références ».

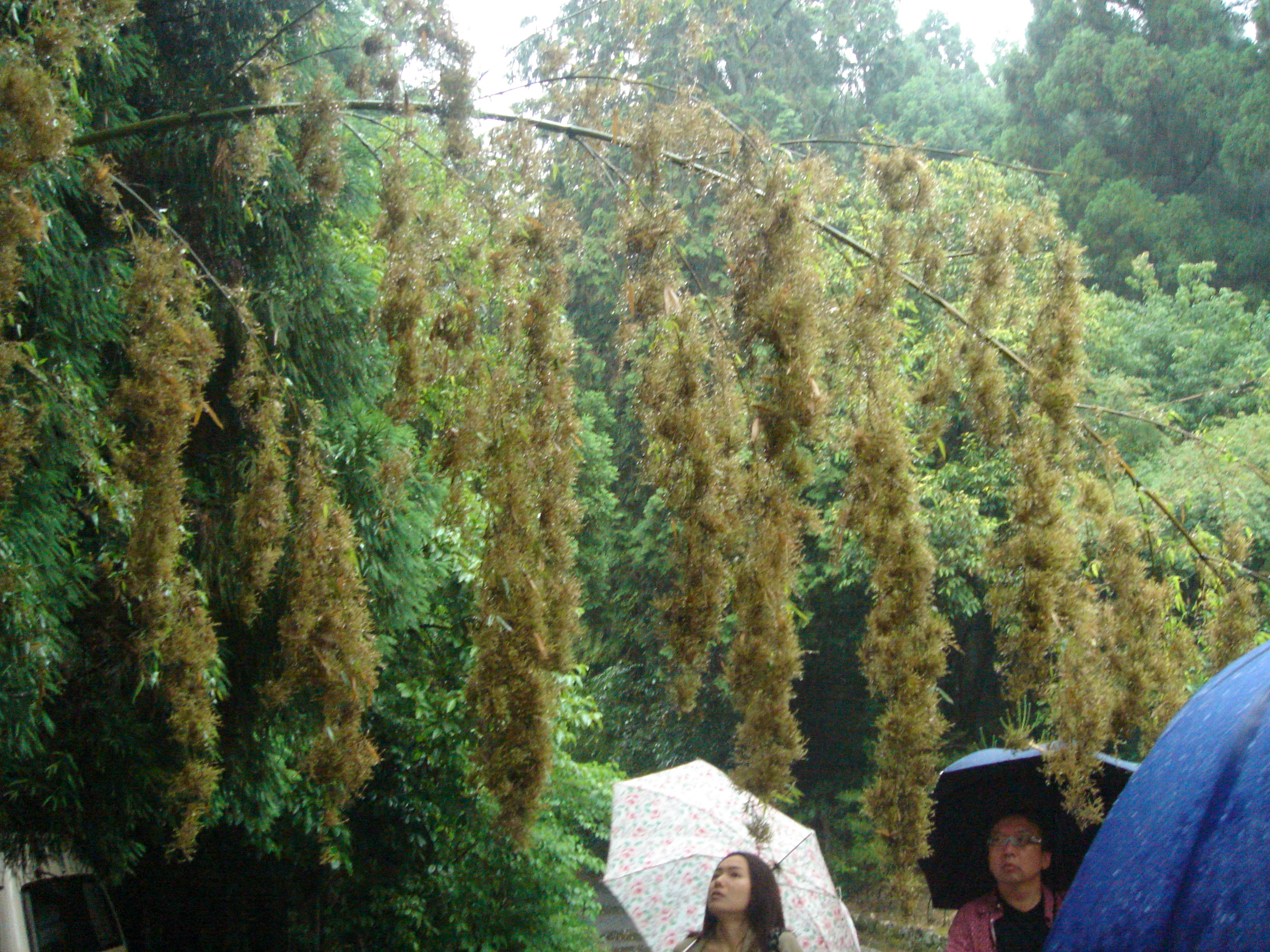
Inflorescence d'un bambou (Kyoto-shi, Préfecture de Kyoto, Japon) Prise le 11 juin 2005.

- Melocanna baccifera (Muli bamboo) : 1911-1912; 1959-1960; en floraison en 2006-2007 (Inde). 
Cette espèce présente dans l'État indien du Mizoram fleurit tous les cinquante ans. Cette abondance de nourriture permet une reproduction accrue de nombreuses espèces. Le phénomène est appelé Mautam. Le biologiste Kenneth Aplin est le premier scientifique à étudier les liens entre le bambou et l'explosion démographique des rats du Mizoram. « Ils se reproduisent abondamment parce que la nourriture est disponible en grande quantité », explique-t-il. La dernière prolifération de rats dans la région, à la fin des années 1950, a entraîné une famine et une instabilité politique.
- Phyllostachys reticulata : 1965-1968 (Japon).
- Phyllostachys nigra : 1932.
- Fargesia nitida : 05/2006.
- Fargesia scabrida 'Asian Wonder' :  2007
- Bambusa tulda :  la première floraison documentée de ce bambou dans le Mizoram date des années 1880-1884, suivie d'une nouvelle floraison en 1928-1929, puis d'une floraison sporadique à partir de 1976 suivie d'une floraison massive jusqu'en 1979[2].
- Phyllostachys bambusoides Castilloni : 2018 France
- Melocalamus compactiflorus : début de floraison à la mi-septembre 2011, dans l'Assam (forêts de la vallée Barak, district de Cachar). Des floraisons précédentes de cette espèce ont été signalées dans différents sites de Birmanie en 1871, 1878, 1894 et 1902. En Inde, la floraison de cette espèce a été signalée en 1973 à Manipur, et  dans le district de Cachar en Assam en 1921, puis en 1968, et enfin en 2011, suggérant un cycle de floraison compris entre 44 et 47 ans[3].